# Сквер Анни Київської
Сквер Анни Київської — сквер, розташований в Києві на Львівській площі.
2016 року на місці майбутнього скверу був установлений пам'ятник Анні Ярославні — майбутній королеві Франції, дочці князя Ярослава Мудрого.

## Історія
Рішення про перейменування скверу було прийнято на сесії Київської міськради 3 вересня 2020 року. За це рішення проголосували 69 депутатів.
Пропозицію громадської організації «Чотири Королеви» (співзасновник Федір Баландін) підтримала Комісія з питань найменувань, а також кияни, які взяли участь у відповідному громадському обговоренні з 23 жовтня до 23 грудня 2019 року. Кожен охочий мав змогу ознайомитися із запропонованим проєктом рішення, висловити свої пропозиції, зауваження, оприлюднити власну редакцію проєкту. У результаті більшість учасників підтримала присвоєння зазначеному скверу назви «Сквер Анни Київської».

## Анна Ярославна
Анна Ярославна (близько 1032 — після 1075, не пізніше 1089) — княгиня Київської Русі, походить з варязької династії Рюриковичів. Королева Франції (1051—1060). Дочка великого князя київського Ярослава Мудрого та його другої дружини, шведської принцеси Інгігерди. Онука святого київського князя Володимира Святославича. Друга дружина французького короля Генріха І (1051—1060). Мати французького короля Філіппа І та вермандуанського графа Гуго, що був одним із керівників Першого Хрестового походу.